# Leland, Illinois
Leland là một làng thuộc quận LaSalle, tiểu bang Illinois, Hoa Kỳ. Năm 2010, dân số của làng này là 977 người.

## Dân số
Dân số qua các năm:
- Năm 2000: 970 người.
- Năm 2010: 977 người.